# Sánchez Ramírez (tỉnh)

Sánchez Ramírez trên bản đồ Dominica (Đỏ)

Sánchez Ramírez là một tỉnh của Cộng hòa Dominica. Tỉnh này đã được tách ra từ Duarte năm 1952, và được đặt tên theo Juan Sánchez Ramírez, anh hùng trong trận Palo Hincado (1808), một trận đánh trong đó quân nổi dậy Tây Ban Nha đã đánh bại các lực lượng Pháp chiếm đóng.

## Các đô thị và các huyện đô thị
Đến thời điểm ngày 20 tháng 10 năm 2006, tỉnh này được chia thành đô thị (municipio) và các huyện đô thị (distrito municipal - D.M.):
- Cevicos
  - La Cueva (D.M.)
  - Platanal (D.M.)
- Cotuí
  - Quita Sueño (D.M.)
- Fantino
- La Mata
  - Angelina (D.M.)
  - La Bija (D.M.)

Dưới đây là bảng các đô thị và huyện đô thị.
| Tên                      | Tổng dân số | Dân số đô thị | Dân số nông thôn |
| ------------------------ | ----------- | ------------- | ---------------- |
| Cevicos                  | 22578       | 11055         | 11523}}          |
| Cotuí                    | 98009       | 51098         | 46911}}          |
| Fantino                  | 36870       | 16863         | 20007}}          |
| La Mata                  | 45846       | 17864         | 27982}}          |
| Sánchez Ramírez province | 203303      | 96880         | 106423}}         |